# Magnus Krepper
Rolf Magnus Krepper, född 10 januari 1967 i Norrköping, är en svensk skådespelare och illusionist. Han belönades med en Guldbagge för bästa manliga biroll i Mun mot mun.

## Biografi
Magnus Krepper började att trolla vid 12 års ålder och fortsatte med detta under några år. 1987-1990 utbildade han sig på Balettakademin i Göteborg eftersom han ville lära sig något om konsten att röra sig. Därefter verkade han några år som frilansande dansare, bl.a. vid Stora Teatern i samma stad samt som clown. Krepper ville dock utveckla sig ytterligare och utexaminerades från Teaterhögskolan i Stockholm 1998  och blev därefter engagerad vid Dramaten. Sina färdigheter som trollkarl fick han utnyttja i SVT:s adventskalender 1998 När karusellerna sover. Han är medlem i Moderna Illusionisters Cirkel. Han är också utbildad kustjägare.
Krepper är gift med skådespelerskan Sanna Krepper och bosatt i Stockholm. Hans mormors kusin var skådespelaren Edvin Adolphson.

## Filmografi i urval
- 1994 – Rena rama Rolf (TV-serie)
- 1997 – Kärlek och hela alltihopa (kortfilm)
- 1997 – Skilda världar (TV-serie)
- 1998 – När karusellerna sover (TV-serie)
- 1999 – Stora & små mirakel (kortfilm)
- 1999 – Vägen ut
- 1999 – Anna Holt – polis (TV-serie)
- 2000 – Herr von Hancken (TV-serie)
- 2000 – Det grovmaskiga nätet
- 2000 – Miraklernas man
- 2001 – Bekännelsen
- 2001 – Så vit som en snö
- 2001 – Familjehemligheter
- 2002 – En kärleksaffär
- 2002 – Beck – Annonsmannen
- 2002 – Det brinner! (TV-serie)
- 2002 – Bella - bland kryddor och kriminella (TV-serie)
- 2003 – Björnbröder (röst som Sitka)
- 2003 – Lejontämjaren
- 2003 – Sprickorna i muren
- 2003 – Misa mi
- 2003 – Om jag vänder mig om
- 2003 – De drabbade (TV-serie)
- 2003–2007 – Tusenbröder (TV-serie)
- 2004 – Grannsamverkan
- 2004 – Kniven i hjärtat (TV-serie)
- 2004 – Tre solar
- 2005 – God morgon alla barn (TV-serie)
- 2005 – Mun mot mun
- 2006 – Tusenbröder – Återkomsten
- 2007 – Goodbye Bluebird
- 2007 – Isprinsessan
- 2008 – Goda råd (kortfilm)
- 2008 – Nine-ball (kortfilm)
- 2008 – Selma (TV-serie) (TV-film)
- 2008 – Häxdansen (TV-serie)
- 2009 – Flickan som lekte med elden
- 2009 – Luftslottet som sprängdes
- 2009 – Kärleksbarn
- 2009 – Original
- 2009 – Småvilt
- 2009 – Oskyldigt dömd (TV-serie)
- 2009–2015 – Kommissarien och havet (TV-serie)
- 2010 – Millennium (TV-serie)
- 2010 – Kennedys Hirn
- 2010 – Ond tro
- 2010 – Kommissarie Winter (TV-serie)
- 2010–2013, 2019 – Solsidan (TV-serie)
- 2011 – Iris
- 2011 – Människor helt utan betydelse (kortfilm)
- 2011 – Værelse 304
- 2011 – Tatort (TV-serie)
- 2011 – Bron (TV-serie)
- 2012 – En plats i solen
- 2012 – Call Girl
- 2013 – IRL
- 2013 – Cayuco
- 2013 – Epic - Skogens hemliga rike (röst som Mandrake)
- 2014 – Gentlemen
- 2014 – 100 Code (TV-serie)
- 2015 – Paradissviten
- 2015 – Nylon (kortfilm)
- 2015 – Heaven (kortfilm)
- 2015 – Ditte och Louise (TV-serie)
- 2015–2017 – Fröken Frimans krig (TV-serie)
- 2016 – Gentlemen & Gangsters (TV-serie)
- 2016 – Det mest förbjudna
- 2016 – Allt det vackra
- 2016 – De Röda Träden (novellfilm)
- 2016 – Djävulens jungfru
- 2017 – A Cure for Wellness
- 2017 – Fallet (TV-serie)
- 2017 – Jakten på tidskristallen (TV-serie)
- 2017–2019 – Innan vi dör (TV-serie)
- 2018 – Infektionen (kortfilm)
- 2018 – Unga Astrid
- 2018 – Liberty (TV-serie)
- 2018 – De dagar som blommorna blommar (TV-serie)
- 2019 – Hjärter dam
- 2020 – When the Dust Settles (TV-serie)
- 2020 – Amningsrummet (TV-serie)
- 2021 – Raya och den sista draken (röst som hövding Benja)
- 2021 – Drottning Margareta
- 2021 – Den osannolika mördaren (TV-serie)
- 2023 – Händelser vid vatten (TV-serie)
- 2023 – Vernissage hos Gud
- 2025 – Koka björn (TV-serie)

## Teater

### Roller (ej komplett)
| År   | Roll        | Produktion                                                      | Regi          | Teater                   |
| ---- | ----------- | --------------------------------------------------------------- | ------------- | ------------------------ |
| 1991 | Dansare     | Den perfekta kyssen Staffan Göthe                               | Åsa Melldahl  | Angereds teater          |
| 2006 | Erik        | Terminal Lars Norén                                             | Lars Norén    | Riksteatern              |
| 2012 | Vojnitskij  | Onkel Vanja (Дядя Ваня, Djadja Vanja) Anton Tjechov             | Eirik Stubø   | Stockholms stadsteater   |
| 2013 | Lopachin    | Körsbärsträdgården (Вишнёвый сад, Visjnjovyj sad) Anton Tjechov | Eirik Stubø   | Stockholms stadsteater   |
| 2021 | Nils        | Tiden är vårt hem Lars Norén                                    | Eirik Stubø   | Kulturhuset Stadsteatern |
| 2024 | Medverkande | Extrainsatt Rachel Mohlin                                       | Rachel Mohlin | Kulturhuset Stadsteatern |

## Ljudboksuppläsningar (urval)
- 2007 – Skumtimmen av Johan Theorin
- 2008 – Spökskeppet Vallona av Lena Ollmark och Mats Wänblad
- 2008 – Nattfåk av Johan Theorin
- 2010 – Blodläge av Johan Theorin
- 2011 – Sankta Psyko av Johan Theorin
- 2021 – Dagar med Knubbe av Maud Reuterswärd